# Natalia Mardero
Natalia Mardero   (Montevideo, 22 de setembre de 1975) és una escriptora, periodista i redactora creativa uruguaiana.

## Biografia
Natalia Mardero és llicenciada en comunicació social. El seu llibre Posmonauta (ed. Llatina 2001; Irrupciones 2010) va rebre el Premi Municipal de Narrativa el 1998 i el Premi Revelació en la Fira del Llibre de Montevideo el 2001.
Es va exercir com a columnista de la revista Freeway. El 2004 edita la novel·la Guía para un Universo (ed.Cauce), amb il·lustracions d'Eduardo Barreto.
El 2006 rep el premi Fundació BankBoston de joves escriptors. S'editen contes de Posmonauta en llibres d'ensenyament primari a Xile (ed. Marenostrum, 2007, 2013).
El 2012 edita el llibre Gato en el ropero y otros haikus (Irrupciones, 2012). Ha participat en diverses antologies com El descontento y la promesa, Esto no es una antología i 22 Mujeres.
Escriu habitualment al seu blog Madonna es mi madrina.

## Obres
- 2001, Posmonauta (ed. Latina; Irrupciones 2010).
- 2004, Guía para un universo.
- 2012, Gato en el ropero y otros haikus.
- 2014, Cordón Soho.[2]
- 2019, Escrito en Super 8.[4]